# Jo Jones
Jonathan "Papa Jo" Jones (født 7. oktober 1911 i Illinois , Chicago, død 3. september 1985 i New York) var en amerikansk trommeslager. Han startede i sine tidlige år med flere instrumenter såsom trompet og klaver, men fandt sit ståsted med trommesættet. Han flyttede til Kansas City i begyndelsen af 1930'erne, hvor han begyndte at spille på scenen der. Her mødte han Count Basie, i hvis orkester han skabte en helt ny måde at spille swing-trommer på. Jones bliver regnet for trommernes basiske fader, da han skabte en helt ny måde at bruge specielt hihatten på.[kilde mangler] Han ledte trommespillet fra swing over i bebop-stilen og influerede trommeslagere som Buddy Rich, Louis Bellson, Butch Miles, Frank Butler, Ed Thigpen og Roy Haynes.[kilde mangler] Jones er mest kendt som Count Basies trommeslager i 30'erne til 50'erne. Han var inaktiv de sidste år af sit liv.

## Diskografi
- The Drums (1973)
- The Main Man (1976)
- Our Man, Papa Jo! (1985)

## Eksterne kilder og henvisninger
- Om Jo Jones på drummerworld.com

- Biografi

- allaboutjazz.com Arkiveret 1. juli 2011 hos  Wayback Machine